# Sokoto South
Sokoto South è una delle aree a governo locale (local government areas) in cui è suddiviso lo stato di Sokoto, nella Repubblica Federale della Nigeria.
Si estende su una superficie di 41 km² e conta una popolazione di 194.914 abitanti.